# ميكي دينز
ميكي دينز (بالإنجليزية: Mickey Deans)‏ هو كاتب سير ورائد أعمال وموسيقي أمريكي، ولد في 24 سبتمبر 1934 في غارفيلد في الولايات المتحدة، وتوفي في 11 يوليو 2003 في كليفلاند في الولايات المتحدة بسبب نوبة قلبية.

## وصلات خارجية
- ميكي دينز على موقع IMDb (الإنجليزية)